# Leinach
Leinach település Németországban, azon belül Bajorországban. Lakosainak száma 3221 fő (2023. december 31.). Leinach Zellingen, Erlabrunn, Margetshöchheim, Zell am Main, Hettstadt, Greußenheim és Birkenfeld községekkel határos.

## Népesség
A település népessége az elmúlt években az alábbi módon változott:
| Lakosok száma | 2030 | 1315 | 3089 | 3073 | 3087 | 3092 | 3144 | 3123 | 3203 | 3221 |
|               | 1970 | 1975 | 2011 | 2012 | 2014 | 2015 | 2017 | 2019 | 2022 | 2023 |